# Чепега, Захарий Алексеевич
Заха́рий (Харько́ или Харито́н) Алексе́евич Чепе́га (1725 — 14 января 1797, Екатеринодар) — второй (после Сидора Белого) кошевой атаман Черноморского казачьего войска, генерал-майор русской армии, активный участник русско-турецких войн второй половины XVIII столетия и переселения Черноморского казачьего войска на Кубань.

## Биография
Точная дата и место рождения не известны. Известна версия о происхождении его «из знатного рода Кулишей»
. Полагают, что прибыл в Сечь в 1750 году, когда и записался на службу казаком Кисляковского куреня. В 1767 году он возглавлял охрану границы при Перевизской паланке. В Русско-турецкую войну 1768—1774 годов участвовал в походах, партиях, разъездах. Не умел ни читать, ни писать до самой смерти.
На момент ликвидации Сечи в 1775 году занимал должность полковника Протовчанской паланки. В 1777 году в конвое генерал-поручика князя А. А. Прозоровского. 29 января того же года ему пожалован чин капитана армии.
С 1787 года прослеживается покровительство Светлейшего князя Г. А. Потёмкина. Во время путешествия Екатерины Великой в Тавриду в этом же году Потёмкин представил императрице казацких старшин, в том числе и Чепегу. Бывшие старшины Запорожской Сечи просили императрицу организовать бывших запорожцев в особое войско, на русской военной службе. Такое разрешение императрица дала и было образовано «Войско верных казаков», позднее переименованное в «Черноморское казачье войско».
С началом новой Русско-турецкой войны новосозданные казачьи войска (в моменты наибольшего развёртывания в них находилось до 10 тыс. человек) приняли в ней самое активное участие.
12 октября Потёмкин выдал Чепеге открытый лист, в котором, в частности, говорится:
объявляю чрез сие всем и каждому… что господин капитан Захарий Чепега, исполнен будучи похвальной ревности и усердия к службе Ея Императорского величества … предъявил желание собрать волонтёров и с оными употреблен быть при армии, моему начальству вверенной. А потому и дозволяю ему набрать охотников из свободных людей…
Жалованье Чепеге было положено 300 рублей в год, что равнялось жалованью и первого атамана — Сидора Белого. К маю 1788 года численность конной команды волонтёров Чепеги приближалась к 300 человек. Занимались они разъездами и охраной границ. 17 июня этого же года в морском сражении под Очаковом был ранен и 19 июня скончался первый войсковой атаман верных казаков Сидор Белый. Его преемником стал Чепега. Хотя сами казаки и избрали атаманом И. Сухину, но уже через несколько дней «народный ставленник» был смещён в пользу Чепеги. Сам Чепега писал А. Головатому 5 июля этого года:
Его Светлость… князь Григорий Александрович Потемкин-Таврический определил меня в войско верных казаков Войсковым Атаманом…
Потёмкин писал об этом же императрице так:
я на место сего почтенного старца [С. Белого] препоручил правление коша секунд-майору Чепеге…
Казаки-черноморцы под командованием Чепеги особо отличились при взятии Очакова, укреплённого острова Березань, Гаджибея, Аккермана, Бендер. В 1790 году казаки также отличились при штурме Измаила.
В эту турецкую кампанию Чепега был один раз тяжело ранен в правое плечо и за неё награждён чином бригадира армии, орденами Св. Георгия и Св. Владимира, Екатерина II пожаловала атаману «осыпанную дорогими каменьями саблю».

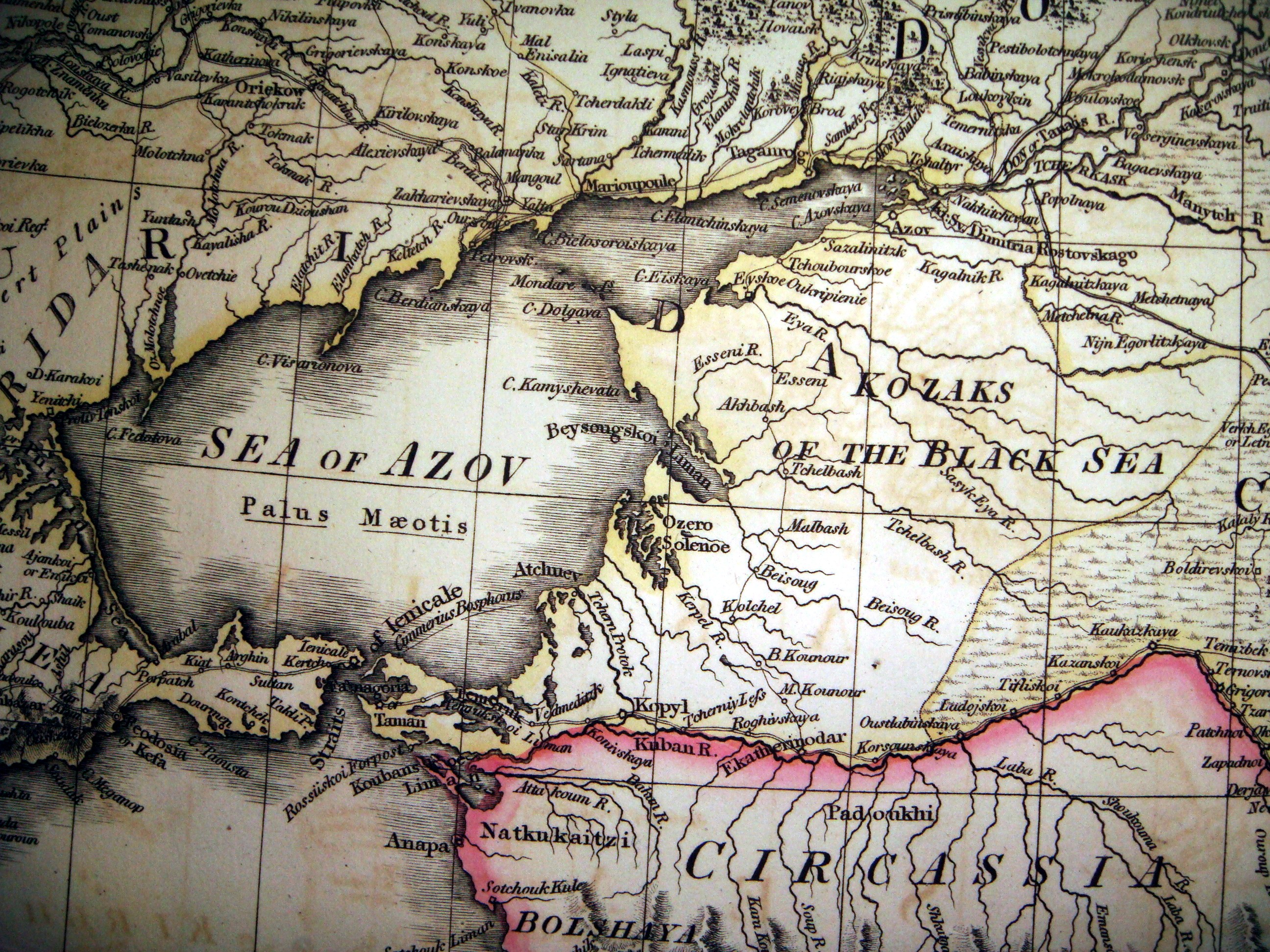
Фрагмент английской карты 1808 года с землями Черноморских казаков.

После победного окончания турецкой войны русское правительство приняло решение о переселении черноморских казаков на Кубань, для охраны опустившейся на юг русской границы. Чепега принимал самое активное участие в организации переселения, основании Екатеринодара и куренных селений.
Участвовал Чепега и в подавлении польского восстания 1794 года. За штурм предместья Варшавы — Праги, решивший по сути успех всей компании, был награждён орденом Св. Владимира 2-го класса. Скончался в 1797 году, похоронен на месте нынешнего Екатерининского собора.
Захарий Чепега был крупным помещиком. Имел дачу при урочище Громоклея, на Херсонщине ему принадлежала деревня Любарка с крепостными, которых он обещал отпустить на свободу, но так этого и не сделал; на Кубани Чепега владел «черкесскими кутами и лесами» близ Екатеринодара, огромным хутором на реке Кирпилех (на нём числилось 14 казаков-работников), большим садом и виноградником на Тамани, мельницей на реке Бейсуге и большим домом в Екатеринодаре.

## Память о Чепеге

### ВРоссийской императорской армии
1-му Екатеринодарскому полку Кубанского казачьего войска было пожаловано «Вечное Шефство кошевого атамана Чепеги». В Высочайшем повелении от 26 августа 1904 года было сказано:
В вечное сохранение и напоминание славных имён военачальников Кубанского войска, водивших его к победам, повелено придать первоочередным полкам: … Екатеринодарскому, имена: … кошевого атамана Чепеги, …
Имя атамана с 1909 года носит станица Чепигинская.
Именем З.А.Чепеги назван сквер в микрорайоне Юбилейный города Краснодар.

### В монументах

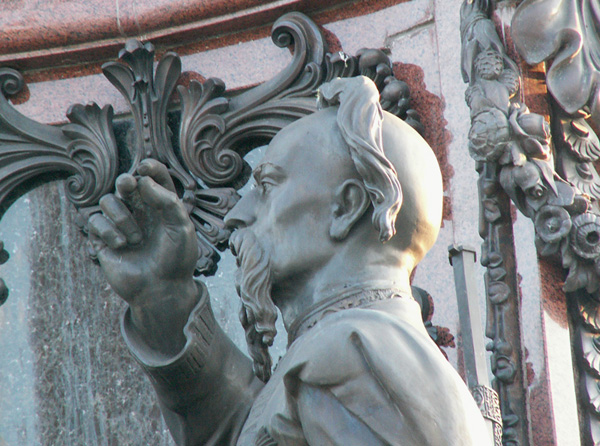
Бронзовая фигура Захария Чепеги крупным планом.

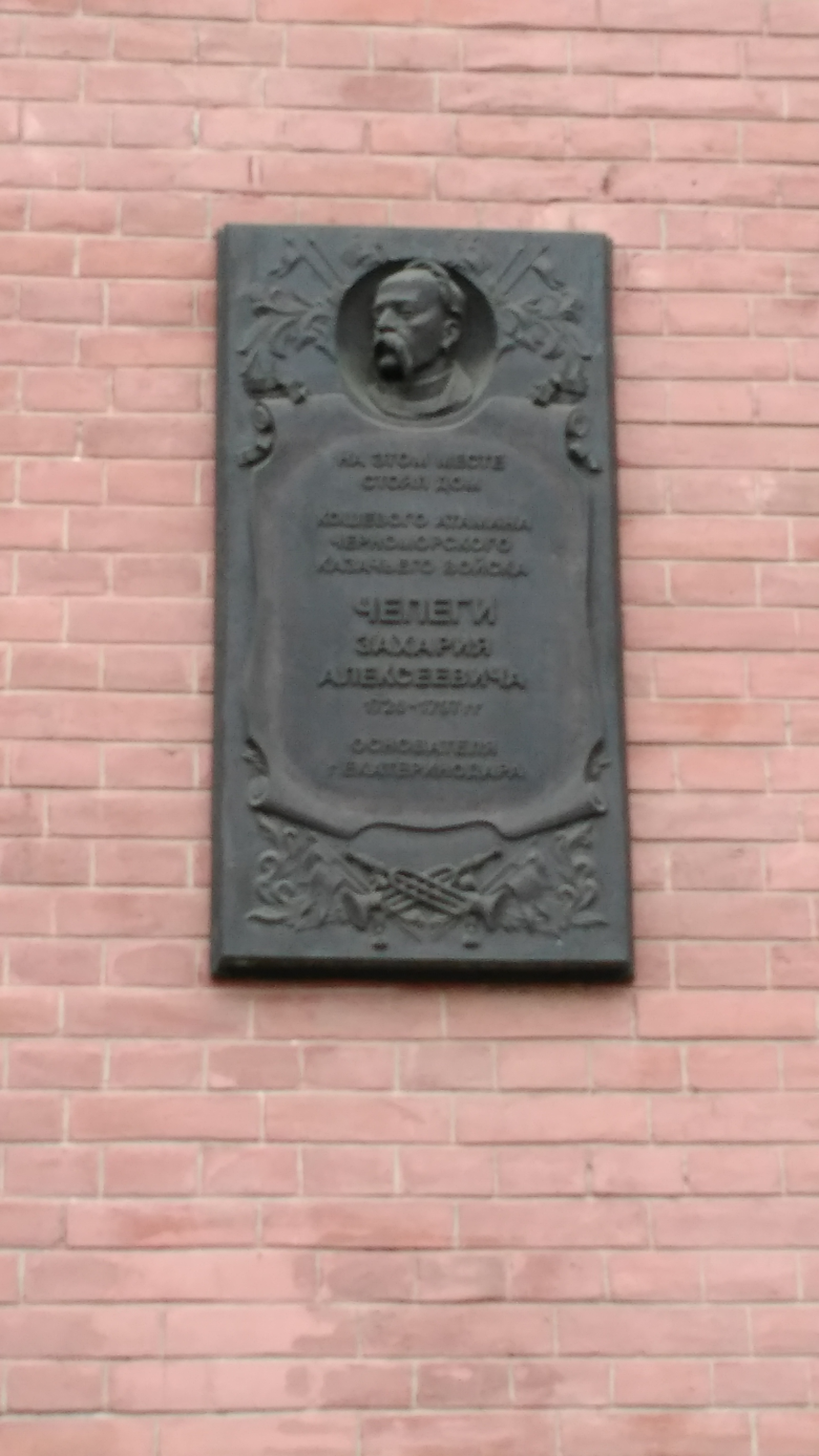
Мемориальная доска основателю Краснодара Захарию Чепеге по ул. Красная в Краснодаре. 2017.

Бронзовая фигура Чепеги входит в монументальную композицию памятника Екатерине Великой в Екатеринодаре. В этой композиции Захарий Чепега представлен в числе трёх первых атаманов Черноморского войска, вместе с Сидором Белым и Антоном Головатым.
В городе Ейске Краснодарского края в мае 2013 г. установлен памятник Захарию Чепеге.